# Natividade (Tocantins)
Natividade est une municipalité brésilienne située dans l'État du Tocantins.